# 사회복지 봉사활동 인증관리
사회복지 봉사활동 인증관리(社會福祉 奉仕活動 認證管理, 영어: volunteer management system, VMS)는 한국사회복지협의회 및 보건복지부 주도로 마련된 자원봉사자의 봉사실적을 체계적으로 누적관리하는 전산 시스템이다. 2006년 5월 기준 인증센터 2,512개소가 있으며 7,168명의 인증요원과 947,683명의 자원봉사자가 등록되어 있다. 이 시스템은 전국 각지의 사회봉사단체가 가입이 되어 있어 자원봉사한 실적을 인증요원을 통해 적립하도록 되어있다. 자원봉사확인서의 신뢰도를 높이고 모든 자원봉사내역이 합산되고 전산관리되는 장점이 있다. VMS 웹사이트를 통해 자원봉사를 신청하고 봉사자를 구인할 수 있도록 되어 있으며 우리은행과 제휴로 선불카드도 발급해 주고 있다.